# Macintosh LC II

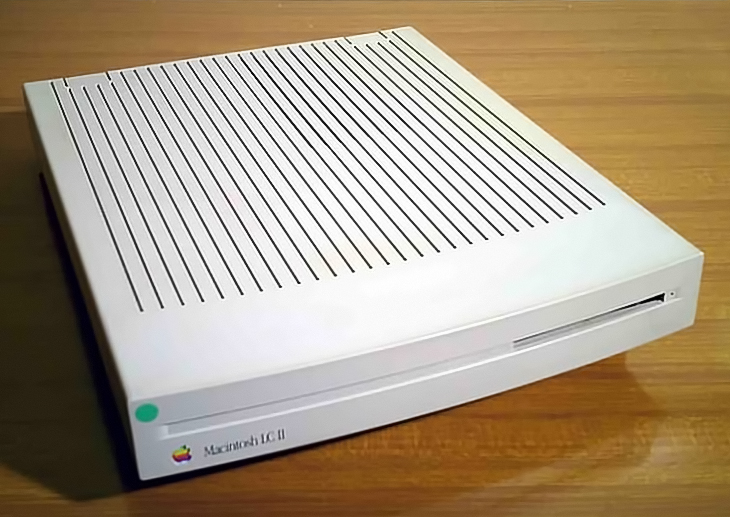
Macintosh LC II

Der Macintosh LC II (LC steht für „low-cost color“ – preisgünstig, farbfähig) ist ein Macintosh-Rechner der Firma Apple. Er war 1992 die zweite Generation der Macintosh-LC-Reihe.
Er unterscheidet sich von seinem Vorgänger durch eine leicht andere Gehäusekonstruktion (ein zweites Diskettenlaufwerk statt einer Festplatte ist nicht mehr vorgesehen) sowie durch den Einsatz eines Motorola-68030-Prozessor mit 16 MHz. Dieser bot durch getrennte Caches für Daten und Instruktionen nur minimal mehr Leistung. Allerdings besitzt der 68030 eine integrierte MMU. Dies ermöglichte dem im Hauptspeicherausbau auf 10 MB limitierten Gerät das ab System 7 im Betriebssystem verankerte Swapping, von Apple Virtueller Speicher benannt. Der LC II erhielt 4 MB aufgelöteten Speicher auf der Hauptplatine (Vorgänger: 2).
Ansonsten erbte der LC II alle Vor- und Nachteile seines Vorgängers.
Auch der LC II sollte mit einem günstigen Preis (ab 3.100 DM, später sogar 1.400 DM mit Bildschirm) private Nutzer und Studenten anziehen. Vor dem Mac Mini gehörten LC bzw. LC II zu den platzsparenden Tischrechnern, waren trotz ihrer mäßigen Leistung beliebt und fanden guten Absatz.
Der Macintosh LC II wurde in Deutschland mit dem Betriebssystem MacOS 7.0.1 (USA anfangs noch 6.0.7) ausgeliefert und konnte bis System 7.5.5 aufgestockt werden.
Um den Verkauf gegen Ende seiner Laufzeit nochmals anzuwerfen, wurde der LC II u. a. auch als Macintosh Performa 400, 405, 410, 430 abverkauft.

## Systemprofil
Macintosh LC II („Pizzaschachtel“, Nachfolger des Macintosh LC)
- Bauzeit: 23. März 1992 bis 15. März 1993
- Klassifizierung: 32-Bit Macintosh
- Hauptprozessor: Motorola MC68030
- Massenspeicher: 3,5″-Laufwerk für 1,44-MB-Disketten
- Taktrate: 16 MHz
- Hauptspeicher: 4 MB
- Max. Arbeitsspeicher: 10 MB
- Grafik: 640×480 bei 8-bit Farbtiefe
- Ton: eingebautes 8-bit-Monossystem